# Organic Music Society
Organic Music Society è un album in studio del musicista jazz statunitense Don Cherry, pubblicato nel 1972.

## Tracce
1. North Brazilian Ceremonial Hymn
2. Elixir
3. Manusha Raga Kamboji
4. Relativity Suite
5. Terry's Tune (Version One)
6. Hope
7. The Creator Has a Master Plan
8. Sidhartha
9. Utopia & Visions
10. Bra Joe from Kilimanjaro
11. Terry's Tune (Version Two)
12. Resa